# Henry Taylor (pływak)
Henry Taylor (ur. 17 marca 1885 w Oldham, zm. 28 lutego 1951 tamże) – brytyjski olimpijczyk, pływak. Uczestnik Letnich Igrzysk Olimpijskich 1908, 1912, 1920 oraz Olimpiady Letniej 1906.

## Dzieciństwo i młodość
Henry Taylor urodził się 17 marca 1885 w Hollinwood, dzielnicy Oldham, jako dziecko górnika Jamesa i Elizabeth Taylor. Jego rodzice zmarli, gdy był młody i wychowywany był przez jego starszego brata, Billa. Taylor uczył się pływać w Hollinwood Canal. W wieku 7 lat uczestniczył w pierwszym wyścigu, pokonując niektórych starszych od siebie zawodników.
Jego trenerem został brat Bill, z którym trenował w Oldham Baths, a od 1894 w nowo wybudowanych Chadderton Baths. Ciągle pływał w kanale, co czynił nawet podczas przerw na lunch, kiedy pracował w przędzalni.

## Kariera

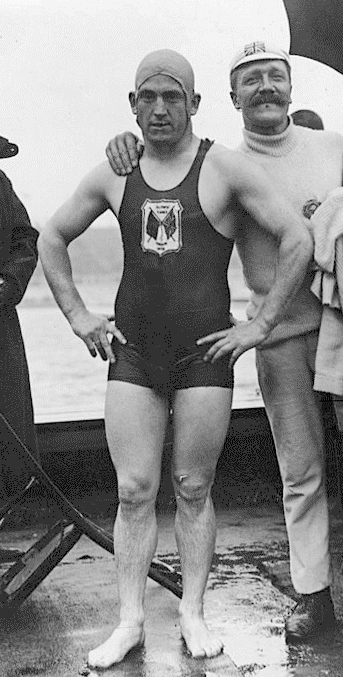
Igrzyska olimpijskie 1908 w Londynie

Po sukcesach ze swoim klubem pływackim Chadderton Swimming Club, został wysłany na Olimpiadę Letnią. Nie był nominowany do zdobycia żadnego medalu, a wrócił ze złotem na dystansie jednej mili stylem dowolnym, srebrem na 400 metrów stylem dowolnym oraz w sztafecie 4 × 250 m stylem dowolnym. Rok później pobił rekord świata na dystansie 880 jardów.
Na igrzyskach olimpijskich w Londynie w 1908 roku wystartował w trzech konkurencjach: 400, 1500 i 4 × 200 m stylem dowolnym. We wszystkich zdobył złoty medal, co jest najlepszym wynikiem w historii reprezentacji Wielkiej Brytanii w ilości zdobytych złotych medali na jednych igrzyskach. Brytyjskie gazety pisały o nim Największy Brytyjski Pływak Amator (Britain's Greatest Amateur Swimmer). Sukces ten udało się powtórzyć dopiero 100 lat później na igrzyskach w Pekinie, Chrisowi Hoyowi w kolarstwie.
W 1912 r. na igrzyskach w Sztokholmie pomógł zdobyć swojej drużynie brązowy medal w sztafecie 4 × 200 metrów stylem dowolnym. W 1914, na okres I wojny światowej wstąpił do Marynarki Wojennej, gdzie służył na pokładzie okrętu HMS St. Vincent.
Po wojnie powrócił do pływania. Brał udział w wielu zawodach (m.in. Morecambe Bay Race), na których osiągał wysokie pozycje. Ostatni raz na igrzyskach pojawił się w 1920 roku w Antwerpii, gdzie ponownie udało mu się zdobyć brązowy medal w sztafecie 4 × 200 metrów stylem dowolnym.
Henry Taylor zakończył karierę pływacką w 1926 roku. Zdobył ponad 35 trofeów i 300 medali.
W 1969 został pośmiertnie wybrany do International Swimming Hall of Fame.